# Brody (Oekraïne)
Brody (Oekraïens: Броди; Russisch: Броды; Jiddisch: בראָד, Brod) is een stad in de oblast Lviv in het westen van Oekraïne. Het is de hoofdstad van de Brodivsky Raion en is gelegen in de vallei van de Styr, ongeveer 90 kilometer ten noordoosten van Lviv. In 2001 woonden er 23.239 mensen in Brody, in 2011 was dit inwonertal 23.752.

## Geschiedenis
Archeologische vondsten duiden er op dat zich in de buurt van het huidige centrum al rond 12.000 v. Chr. nederzettingen bevonden. Brody werd in 1084 de eerste keer officieel genoemd als nederzetting. Het behoorde toen tot het Kievse Rijk. Daarna behoorde het tot het Pools-Litouwse Gemenebest en werd door de Poolse Adel als "ideale" Stad bestempeld en verkreeg in 1584 het Maagdenburgse stadsrecht. In de 17de eeuw maakte de stad door een toestroom van Armeniërs, Schotten en Grieken een snelle groei mee, en het grootste deel van de bevolking bestond toen al uit Joden. Vooral in de tweede helft van de 18de eeuw domineerde de Joodse bevolking de lucratieve handel. Brody werd overslagplaats voor goederen uit West-Europa in ruil voor grondstoffen uit het Pools-Litouwse Gemenebest, Rusland en het Osmaanse Rijk. Brody behoorde in die tijd tot de rijkste en belangrijkste Poolse steden.
| 1869 | 18.700 | 15.138 | 80,9 % |
| 1880 | 20.000 | 15.316 | 76,3 % |
| 1900 | 16.400 | 11.854 | 72,1 % |
| 1910 | 18.000 | 12.150 | 67,5 % |

## Partnerstad
- Wolfratshausen[1]

## Geboren in Brody
- Max Margules (1856-1920), Oostenrijks meteoroloog
- Eugenio Zolli (Israel Zoller) (1881-1956), Italiaanse rabbijn en hebraïcus
- Joseph Roth (1894-1939), Oostenrijks schrijver